# Henri Moissan
Ferdinand Frederick Henri Moissan (Párizs, 1852. szeptember 28. – Párizs, 1907. február 20.) francia vegyész. 1906-ban kémiai Nobel-díjjal tüntették ki az elemi fluor előállításáért és a Moissan-féle elektromos kemence kifejlesztéséért.

## Tanulmányai
Henri Moissan 1852. szeptember 28-án született Párizsban, eredetileg délnyugat-franciaországi szefárd zsidó családban. Apja, Francis Ferdinand Moissan a Keleti Vasúttársaság altisztjeként dolgozott, anyja Joséphine Améraldine Mitel varrónő volt. 1864-ben, amikor Henri tizenkét éves volt, a család a fővároshoz közeli Meaux-ba költözött, ahol a fiú a helyi iskola kiváló kémiatanárának befolyása alá került; annyira hogy a többi tantárgyat elhanyagolta. Emiatt 1870-ben érettségi vizsga nélkül kellett otthagynia az iskolát. Nem jelentkezhetett egyetemre, így egy párizsi gyógyszertár segédjeként kezdett dolgozni. Egy alkalommal megmentette egy arzénmérgezést szenvedett férfi életét. Hogy közelebb kerülhessen szeretett tudományához, a Természettudományi Múzeumban, a neves vegyész, Edmond Frémy laboratóriumában talált asszisztensi állást és eljárt az egyetemi kémiaelőadásokra. A következő évben Pierre Paul Dehérain (aki Frémy korábbi tanítványa volt) laboratóriumában dolgozott tovább az École Pratique des Haute Études (Felsőbb tanulmányok gyakorló iskolája) főiskolán. Dehérain tanácsára 1874-ben leérettségizett, de ugyanabban az évben megjelent első, Dehérainnel közös tudományos közleménye a növények szén-dioxid és oxigén-anyagcseréjéről.
Röviddel később Moissan érdeklődése a szervetlen kémia felé irányult. A piroforos vasról írt cikke felkeltette a kor két legjobb francia szervetlen kémikusának, Henri Étienne Sainte-Claire Deville és Jules Henri Debray érdeklődését és ajánlásukkal állást kapott a Sorbonne gyógyszerészeti tanszékén. Az alacsony fizetés miatt fizetős kémiai analíziseket is végzett, emellett 1879-ben megvédte doktori értekezését, amelyet a cianogénekről írt.

## Munkássága

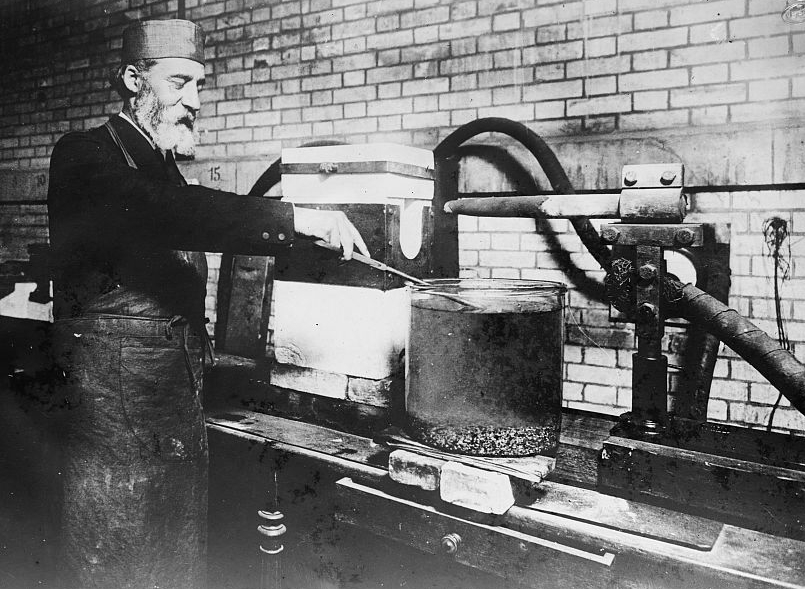
Moissan elektromos kemencéjében mesterséges gyémántot próbál előállítani

Doktori fokozatával előadóvá és demonstrátorrá lépett elő a tanszéken. Egy ideig a króm sóival dolgozott, de 1884-től a fluor kémiája kötötte le érdeklődését. 1885-ben felfedezte, hogy ha a kálium-biflouridot folyékony hidrogén-fluoriddal vegyíti, egy bizonyos aránynál az elegy folyékony marad. Arra is rájött, hogy fagypont alatti hőmérsékleten a keverék elektrolízis alá vethető. Magasabb hőmérsékleten végzett kísérleteivel tönkretette platinaelektródjait, így –50 °C-on próbálta elvégezni a kísérletet. 1886. június 26-án a művelet sikerrel járt és az elektrolízis eredményeképpen elsőként sikerült elemi fluort előállítania. Ugyanebben az évben kinevezték a toxikológia professzorává. Tanítványai segítségével folytatta flourral végzett kísérleteit és számos új vegyületet állított elő, mint a bróm-trifluoridot, az oxigén-bifluoridot vagy a szelén-tetrafluoridot. 1901-ben diákjával, Paul Lebeau-val együtt felfedezte a kén-hexafluoridot.
1892-től megkísérelt szintetikus gyémántot előállítani úgy, hogy az elemi szenet magas hőfokon olvasztott vas nyomása alá helyezte. Készített egy elektromos ívkemencét, amelyben 3500 °C-ot is képes volt elérni. Kísérlete eredménye néhány apró kő volt, de nem sikerült bebizonyítania, hogy azok gyémántok voltak. Ívkemenécéjének később jó hasznát vette és segítségével több vegyületet (főleg karbidokat és boridokat) állított elő. 1893-ban meteormaradványok vizsgálata során felfedezte a szilícium-karbidot (karborundot), amelyet később szintetizálnia is sikerült. 
1899-ben kinevezték a szervetlen kémia professzorává, a következő évben pedig a poszt megürülésével megkapta a tanszék vezetését is. 1903-ban beválasztották az Izotópgyakoriságok és Atomsúlyok Bizottságába, amely megállapította a standard atomtömegeket. Az intézménynek egészen haláláig tagja maradt.
Moissan leginkább maradandó eredménye az elemi fluor előállítása, amelyért 1906-ban kémiai Nobel-díjjal jutalmazták. A módszert a mai napig alkalmazzák. Termékeny író volt, mintegy háromszáz tudományos publikációt jelentetett meg. Jelentősebb művei a Le Four Électrique (Az elektromos kemence, 1897), Le Fluor et ses Composé (A fluor és vegyületei, 1900) és az ötkötetes Traité de Chimie Minérale (A szervetlen kémia kézikönyve, 1904-1906).

## Elismerései
- 1896 Davy-érem (Royal Society)
- 1897 Lacaze-díj

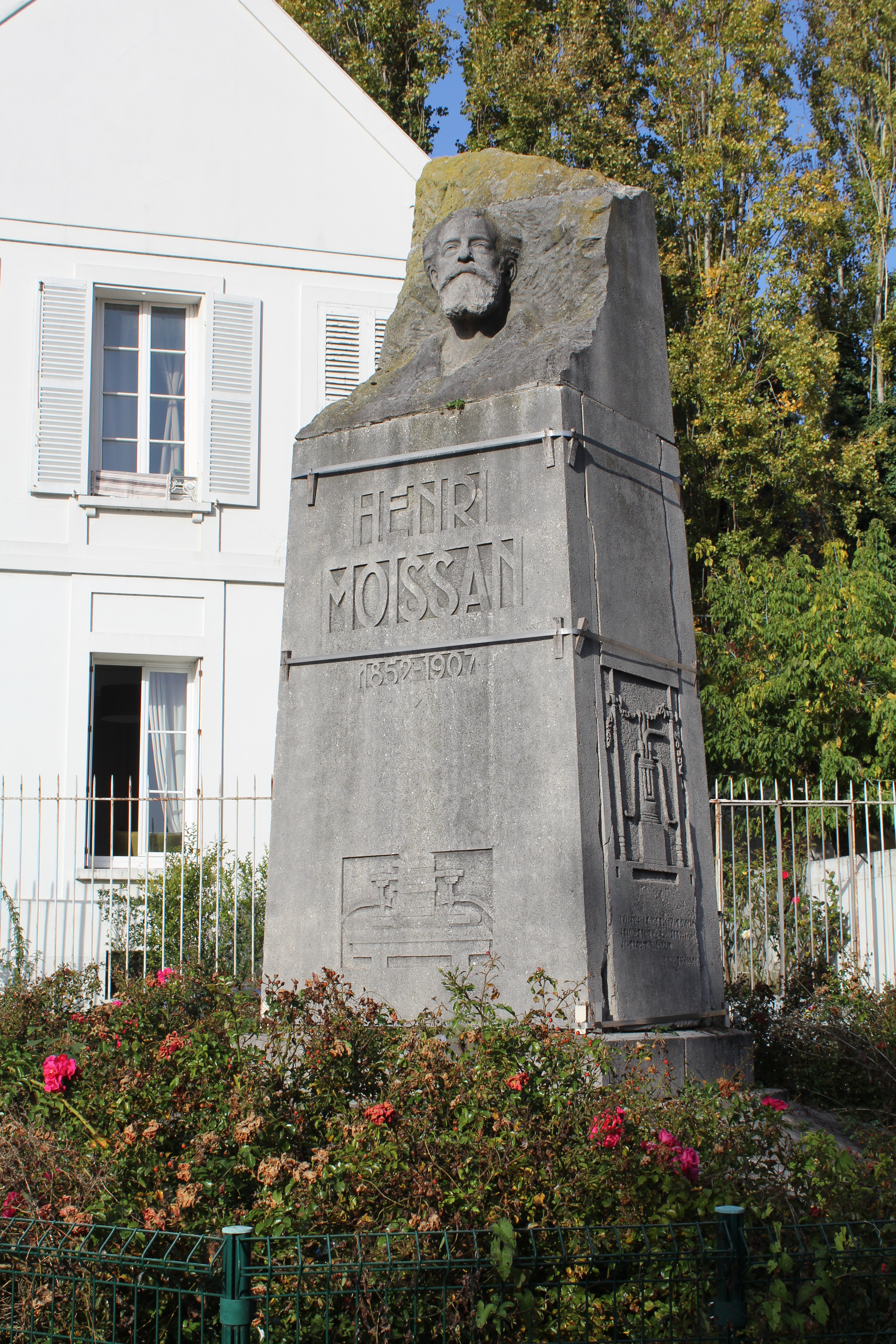
Moissan emlékműve Meaux-ban

- 1898 Elliot Cresson-érem (Franklin Intézet)
- 1903 August Wilhelm von Hofmann-aranyérem (Német Kémiai Társaság)
- 1906 Kémiai Nobel-díj ("az elemi flour izolálásárt és a róla elnevezett elektromos kemence bevezetéséért a tudományos kutatásba")
- Francia Becsületrend

Henri Moissan-t tagjai közé választotta a Francia Orvostudományi Akadémia (1888), a Francia Természettudományi Akadémia (1891), a brit Royal Society és a londoni Kémiai Társaság. Róla nevezték el a természetben előforduló karborundot, a moissanitet.

## Családja
Moissan 1882-ben vette feleségül Marie Léonie Lugant, aki annak a gyógyszerésznek volt a lánya, akinél először dolgozott. Fiuk 1885-ben született.
Henri Moissan 1907. február 20-án halt meg, nem sokkal azután hogy Stockholmban átvette a Nobel-díját. Halála hirtelen jött, talán vakbélgyulladás okozta.